# Unia Trybunałów Islamskich

Terytoria pod kontrolą UTI pomiędzy czerwcem a grudniem 2006

Flaga Unii Trybunałów Islamskich, z charakterystyczną szahadą

Unia Trybunałów Islamskich (somal. Midowga Maxkamadaha Islaamiga, arab. ‏اتحاد المحاكم الإسلامية‎ Ittihād al-mahākim al-islāmīja, ang. Islamic Courts Union) – formacja milicyjno-polityczna w Somalii, sprzeciwiająca się Tymczasowemu Parlamentowi oraz prezydentowi Abdullahi Yusufowi na uchodźstwie w Kenii, złożona z członków fundamentalistycznych ugrupowań islamistycznych.
5 czerwca 2006 Unia Trybunałów Islamskich przejęła władzę w stolicy kraju, wkraczając do Mogadiszu, a później odbiła z rąk sił rządowych połowę kraju. Od 26 czerwca 2006 Unia używa nazwy Supreme Islamic Courts Council – Najwyższa Rada Trybunałów Islamskich, a na jej czele stał szejk Hassan Dahir Awejs (wcześniej był nim Sharif Sheikh Ahmed). Unię podejrzewa się o kontakty z Al-Kaidą oraz o wrogą politykę wobec Etiopii. 
29 grudnia 2006 siły etiopskie wspierające Tymczasowy Parlament na Uchodźstwie wkroczyły do Mogadiszu, a w wyniku walk na przełomie grudnia 2006 i stycznia 2007 ekstremiści z Unii Trybunałów Islamskich utracili faktyczną władzę w państwie, a wyzwolone ziemie znów były administrowane centralnie. W kolejnych miesiącach obecność sił etiopskich miała charakter okupacyjny, a Unia Trybunałów Islamskich zeszła do podziemia i rozpoczęła kampanię partyzancką.
We wrześniu ugrupowania partyzanckie podczas spotkania somalijskich islamistów z opozycją somalijską w Asmarze powołano do życia Sojusz na rzecz Wyzwolenia Somalii (ASR), czyli sojusz ugrupowań islamskich w skład której weszła Unia Trybunałów Islamskich. Porozumienie zawarto, by połączyć siły i usprawnić walkę przeciwko Tymczasowemu Rządowi Federalnemu.
29 grudnia 2008 do dymisji podał się prezydent Abdullahi Yusuf. W tym samym czasie Somalię opuszczały wojska etiopskie, gdyż uznali, że koszty misji wojskowej są zbyt wysokie. Ostatnie oddziały wyjechały 26 stycznia 2009. Władzę w kraju przejęła Unia Trybunałów Islamskich z Sharifem Sheikhem Ahmedem na czele, który 31 stycznia 2009 został prezydentem Somalii.
Jednak po zaprzysiężeniu umiarkowanego islamisty na głowę państwa, doszło do rozłamu wśród fundamentalistów. Powołano ugrupowanie Hizbul Islam, które 8 lutego 2009 wypowiedziało wojnę nowym władzom. Podporządkowanie Ahmedowi wypowiedziało także Al-Shabaab, które w okresie wojny partyzanckiej wspomagało Unię Trybunałów Islamskich. Od tego czasu trwa wojna między radykałami a rządem zbudowanym na podwalinach Unii Trybunałów Islamskich.